# Rewrite (gra komputerowa)
Rewrite (jap. リライト Riraito) – gra komputerowa z gatunku powieści wizualnych stworzona przez studio Key, markę wydawcy Visual Arts. Ukazała się 24 czerwca 2011 w wersji dla komputerów osobistych z systemem operacyjnym Windows. Później została także przeportowana na konsole PlayStation Portable, PlayStation Vita, PlayStation 3 i PlayStation 4. 27 lipca 2012 ukazał się spin-off zatytułowany Rewrite Harvest festa! Gra przedstawia historię Kotarou Tennoujiego, licealisty z nadludzkimi zdolnościami, który bada nadprzyrodzone zjawiska wspólnie z pięcioma dziewczynami ze swojej szkoły. To ostatecznie prowadzi go w sam środek konfliktu pomiędzy przywoływaczami chowańców a osobami o nadprzyrodzonych zdolnościach, którego stawką są losy Ziemi.
Rewrite opiera się na nieliniowej rozgrywce, oferując przygotowane scenariusze, w których postać gracza nawiązuje bliższe relacje z sześcioma głównymi bohaterkami i poznaje ich historie. W grze znajdują się również minigry i zadania, których wykonanie jest niezbędne do jej ukończenia. W miesiącu swojego wydania Rewrite było najlepiej sprzedającą się w Japonii grą na komputery osobiste. Wydawnictwa ASCII Media Works i Ichijinsha opublikowały cztery adaptacje gry w formie mang. Powstały również antologie, light novel i artbook, a także kilka albumów muzycznych. W lipcu 2016 roku rozpoczęła się emisja adaptacji gry w postaci 24-odcinkowego telewizyjnego serialu anime studia 8-Bit, którą reżyseruje Tensho.

## Fabuła

### Miejsce akcji i tło
Większość przedstawionych w grze wydarzeń odbywa się w fikcyjnym mieście Kazamatsuri w Japonii, w którym intensywne sadzenie drzew spowodowało, że otoczył je gęsty las. Główny bohater Kotarou i jego przyjaciele z klubu badań okultystycznych są uczniami liceum w Kazamatsuri i często spędzają czas w należącej do klubu sali. Oprócz szkoły często odwiedzanymi miejscami są też las otaczający miasto i dom Kotarou. Podczas gry gracz trafia do alternatywnego wymiaru Kazamatsuri, w którym panuje cisza, a niebo jest szare. W mieście rozlokowanych jest wiele wejść do tego wymiaru. Część akcji rozgrywająca się na Księżycu ma miejsce na wzgórzu porośniętym stokrotkami, umiejscowionym pośród ruin miasta Kazamatsuri, które pokryte jest wiecznym mrokiem. Góra ta pojawia się później ponownie na Ziemi w lesie Kazamatsuri.
Miasto, w którym mieszka główny bohater jest miejscem sekretnej wojny toczonej przez dwie organizacje: Gaię i Guardiana. Gaia, znajdująca się pod patronatem grupy zajmującej się ochroną środowiska Martel, zrzesza ludzi o nihilistycznych i mizantropijnych poglądach, zdolnych do zawierania kontraktów z chowańcami, które objawiają się jako stworzenia zasilane siłami życiowymi swojego przywoływacza. Martel był dawniej grupą religijną utworzoną wokół kultu Świętej Kobiety i jej popleczniczek, którymi były dziewczęta z zaburzeniami rozwojowymi. Organizacja Guardian ma na celu niszczenie chowańców i składa się niemal wyłącznie z ludzi posiadających specjalne moce. Członkowie Gaii i Guardiana przybywają do Kazamatsuri w poszukiwaniu „klucza”, którym jest chowaniec Ziemi o imieniu Kagari, przybierający formę młodej dziewczyny w wieku licealnym. Kagari, główna bohaterka Rewrite, ma moc zainicjowania okresu ponownej ewolucji, który niszczy cywilizację obecnie znajdującą się na planecie i rozpoczyna rozwój innego inteligentnego życia. Odbywa się to przy wykorzystaniu energii Ziemi, jednak w czasie akcji Rewrite jest jej już na to za mało i próba dokonania ponownej ewolucji zniszczyłaby również Ziemię. Gaia chce schwytać Kagari, aby dopilnować zagłady ludzkości, a członkowie Guardiana zamierzają ją zabić, pozwalając mieszkańcom planety na dotrwanie do momentu, w którym Ziemia „umrze” samoistnie z powodu stopniowego wyczerpywania się jej energii.

### Bohaterowie
Gracz wciela się w rolę Kotarou Tennoujiego, zdolnego i towarzyskiego ucznia drugiej klasy liceum. Kotarou jest superczłowiekiem posiadającym dwie zdolności: Rewrite i Aurora. Pierwsza pozwala mu na stałe zmienić strukturę i zmodyfikować każdą część swojego ciała, powodując zwiększenie jego siły i szybkości. Przy każdym użyciu tej zdolności Kotarou zużywa część swojej siły życiowej, co zbliża go do zostania chowańcem. Używając Aurory, może manipulować swoją energią w celu tworzenia broni, takich jak miecz lub szpon. Kotarou zostaje zaproszony do szkolnego klubu badań okultystycznych przez jego przewodniczącą, Akane Senri, trzecioklasistkę, która z powodu swojej tajemniczej natury określana jest przez innych uczniów mianem „szkolnej czarownicy”. Akane bez entuzjazmu podchodzi do fascynacji Kotarou zjawiskami nadprzyrodzonymi. Choć początkowo twierdzi, że w nie nie wierzy, później okazuje się wysokiej rangi przywoływaczem w Gaii. Akane zaprasza do klubu również Chihayę Ohtori, bardzo silną, ale niezdarną uczennicę drugiej klasy, która przeniosła się do ich szkoły. Chihaya mieszka wspólnie ze swoim lokajem Sakuyą Ohtori, udającym w szkole jej brata. Podobnie jak Akane, Chihaya jest członkinią Gaii i przywoływaczem.
Kotarou zaprasza do klubu badań okultystycznych trzy inne dziewczyny, które również są bohaterkami w grze. Jedną z nich jest Kotori Kanbe, przyjaciółka Kotarou z dzieciństwa, która zaczyna regularnie uczęszczać do szkoły po dołączeniu do klubu. Jest żartobliwą osobą i posiada bardzo silnego psa Chibi-Motha. Kotori, pomimo bycia przywoływaczem, nie jest związana z Gaią ani Guardianem, a podąża ścieżką starożytnej sekty przywoływaczy o nazwie Druidzi, którzy czcili naturę i chronili Kagari swoimi chowańcami. Kotarou spotyka uczennicę pierwszej klasy Sizuru Nakatsu, nieśmiałą członkinię szkolnego komitetu moralności publicznej, która ma doskonały słuch i wzrok, a także potrafi czytać z ruchu warg. Z powodu różnobarwności tęczówek nosi opaskę na swoim prawym oku o złotym kolorze – jej lewe oko jest niebieskie. Sizuru jest członkinią organizacji Guardian i posiada zdolność wytwarzania w swoim organizmie różnych substancji chemicznych, które mogą być używane do leczenia, paraliżowania i wywoływania amnezji. Sizuru dołącza do klubu wraz ze swoją bliską przyjaciółką Lucią Konohaną, przedstawicielką klasy, w której znajduje się Kotarou. Lucię łatwo denerwują wybryki chłopców i często uderza ona Kotarou, kiedy ten ją drażni. Z powodu swojej obsesji na punkcie czystości zawsze nosi rękawiczki. Podobnie jak Sizuru, Lucia jest członkinią Guardiana i posiada zdolność wytwarzania trujących wyziewów i ropy, będącą wynikiem eksperymentów jej organizacji. Z tego powodu musi brać leki umożliwiające stłumienie ich szkodliwego działania. Potrafi także wprawiać w wibracje obiekty, które dotyka. Zarówno Lucia, jak i Sizuru, poza tymi zdolnościami, mają także nadludzką szybkość, zwinność i refleks.

### Historia
Kotarou Tennouji to mieszkający w Kazamatsuri licealista zainteresowany kryptydami występującymi w lesie okalającym miasto. Członkowie szkolnego klubu badań okultystycznych, którymi oprócz niego jest pięć dziewczyn: Kotori Kanbe, Chihaya Ohtori, Sizuru Nakatsu, Lucia Konohana i Akane Senri, spędzają wspólnie czas, odkrywając nadprzyrodzone tajemnice Kazamatsuri. W tym czasie Kotarou zakochuje się w każdej z nich w oddzielnych liniach fabularnych, w zależności od podejmowanych przez gracza decyzji. Ścieżki te reprezentują różne światy równoległe, w których organizacje Gaia i Guardian są w stanie konfliktu, a ludzkość czeka nieuchronna zagłada. Na przykład w ścieżce Sizuru Kagari z powodzeniem inicjuje ponowną ewolucję, a w ścieżce Akane pomimo zabicia Kagari Gaia wciąż niszczy świat, używając jej zwłok.
Po ukończeniu pięciu ścieżek bohaterek opowieść przenosi się na Księżyc, na którym z resztek energii Ziemi powstała „cywilizacja ogrodu”. Bohater jest w tym momencie jednolitym bytem, posiadającym wspomnienia indywidualnych Kotarou ze wszystkich światów równoległych, w których ludzkość została zniszczona. Na wzgórzu spotyka on Kagari z Księżyca, starającą się znaleźć sposób na uchronienie Ziemi i ludzkości przed zagładą. Kotarou próbuje zyskać dla niej czas, walcząc z chowańcami wysyłanymi przez Sakurę Kashimę, Świętą Kobietę z Gaii. Jej celem jest zabicie Kagari i niedopuszczenie, aby jej plan się powiódł. Kotarou sprawia, że na pomoc przychodzą mu pozostali bohaterowie, dzięki czemu Kagari udaje się znaleźć „możliwość”, szansę na istnienie zarówno Ziemi, jak i ludzi. Energia Księżyca zostaje zwrócona planecie, z której pierwotnie pochodziła, co pozwala na przeprowadzenie na jej powierzchni ostatecznej ponownej ewolucji według planu stworzonego przez Kagari.
Przed wstąpieniem do szkoły w Kazamatsuri Kotarou przebywał w tym mieście jako niskiej rangi członek Guardiana. Bohater spotykał wtedy Kagari i w światach równoległych, w których próbował ją złapać lub zabić, zostawał ciężko ranny. Uzdrawiała go wtedy młoda Kotori, używając kawałka wstęgi Kagari do zamienienia go w pół-chowańca. W konsekwencji Kotarou przestawał się starzeć. Bohater zapadał w śpiączkę i zostawał mu podany środek wywołujący amnezję, tak aby zapomniał o Gaii i Guardianie. Po kilku latach wybudzał się ze śpiączki i rozpoczynał życie jako zwykły człowiek, kontynuując naukę wraz z Kotori w gimnazjum. Później dostawał się do szkoły średniej i spędzał czas wspólnie z klubem badań okultystycznych, co przedstawiono w poszczególnych ścieżkach fabularnych. W świecie, w którym rozgrywa się akcja ścieżki „Terra”, podczas pierwszego spotkania z Kagari Kotarou nie podejmuje wobec niej żadnych kroków i pozwala jej odejść.
W ramach pracy dla Guardiana bohater trafia do rozdartego wojną ubogiego kraju, jednakże wkrótce wraca do Kazamatsuri. Tam ponownie spotyka Kagari, która informuje go, że jej celem jest znalezienie „dobrych wspomnień”, ponieważ bez nich będzie musiała rozpocząć ponowną ewolucję, a to spowodowałoby wyczerpanie się wszystkich sił życiowych planety. Pomimo niewiedzy czym one są, Kotarou zgadza się jej pomóc i działając jako podwójny agent, próbuje zniszczyć infrastrukturę Gaii i Guardiana w Kazamatsuri. Popleczniczki Świętej Kobiety z Gaii zmuszają jednak Kagari do rozpoczęcia ponownej ewolucji, śpiewając pieśń zniszczenia. Powoduje to zarośnięcie całego miasta przez rośliny i jego częściowe zniszczenie. Kotarou udaje się do świątyni Gaii, aby zatrzymać tę niszczycielską pieśń. Pokonuje tam smoka Ziemi wezwanego przez popleczniczki, co skutkuje ich śmiercią. W tym czasie ujawnione zostają szczegóły dotyczące technologii wykorzystywanych w sekrecie przez obie organizacje. Umożliwia to wszystkim ludziom nauczyć się wykorzystywać własną energię życiową, a także przenosić ją na inne planety we wszechświecie, otwierając tym samym przed ludzkością nowe możliwości.
Kotarou wraca do Kagari, która okazuje mu wdzięczność za pokazanie jej „dobrych wspomnień” i zostawienie światu nadziei. Bohater wciąż jednak zmuszony jest ją dźgnąć, aby ostatecznie przerywać proces inicjowania ponownej ewolucji. Po pocałunku oboje przemieniają w kulę światła wewnątrz drzewa. Roślinność przestaje niszczyć miasto i ludzkość zostaje ocalona, choć poza miastem następuje zlodowacenie. W Kazamatsuri ogromne drzewo, zawierające kulę światła Kagari i Kotarou, osiąga w ciągu trzech lat wysokości 500 metrów. Kotori, Chihaya, Sizuru, Lucia i Akane przybywają zbadać to drzewo jako członkinie klubu badań okultystycznych i przemieniają Kotarou w chowańca. Ten, mając moc podróży po wszechświecie, zabiera je na Księżyc, gdzie w ostatniej scenie okrążają niewielką sadzonkę wyrastającą na jałowym regolicie.

## Rozgrywka
Rewrite to romantyczna powieść wizualna, w której gracz wciela się w rolę Kotarou Tennoujiego. Większość rozgrywki spędzana jest na czytaniu narracji i dialogów. Tekstowi towarzyszą sprite’y postaci reprezentujące rozmówcę przedstawione na grafice tła. W trakcie rozgrywki w wybranych momentach historii przedstawiane są grafiki komputerowe (CG), które zastępują tło i sprite’y postaci. Po pierwszym zakończeniu gry na ekranie tytułowym odblokowywana jest możliwość dostępu do galerii grafik CG i muzyki tła. Rewrite opiera się na rozgałęzionej fabule z wieloma zakończeniami, dlatego w zależności od dokonywanych przez gracza decyzji, historia rozwija się w różnych kierunkach.
W grze znajduje się osiem głównych linii fabularnych, z których trzy dostępne są od początku, a pięć pozostałych jest odblokowywanych później. W trakcie rozgrywki gracz musi dokonywać wielu wyborów, a do czasu ich dokonania progresja tekstu jest zatrzymywana. Niektóre decyzje mogą doprowadzić do przedwczesnego zakończenia gry, prezentując alternatywne zakończenia fabuły. Aby poznać w całości wszystkie linie fabularne, gracz musi powtórzyć grę kilka razy i dokonać różnych wyborów prowadząc historię w innym kierunku. Rozpoczynając grę po raz pierwszy, dostępne są jedynie scenariusze dla bohaterek Kotori, Chihayi i Lucii. Do uzyskania dostępu do scenariusza Sizuru wymagane jest wcześniejsze ukończenie ścieżki Kotori. Analogicznie, aby uzyskać dostęp do scenariusza Akane, należy wcześniej ukończyć ścieżkę Chihayi. Po tym, jak ukończone zostaną linie fabularne dla tych pięciu bohaterek, udostępniony zostaje dodatkowy scenariusz o nazwie Moon (Księżyc). Po jego ukończeniu odblokowany zostaje scenariusz Terra (Ziemia), który jest ostatecznym zakończeniem historii. Oba te scenariusze związane są z główną bohaterką gry, Kagari.
Minigry dostępne są poprzez umieszczony w grze system nawigacji satelitarnej o nazwie Mappie, zaprezentowany jako mapa typu wskaż i kliknij. W większości sytuacji gracz może pozwolić na automatyczne pominięcie tego segmentu, ale czasem wymagane jest zagranie w minigry, aby umożliwić kontynuację rozgrywki. Używanie Mappie umożliwia odwiedzanie różnych lokalizacji i spotykanie różnych osób. Interakcja z niektórymi z nich, a także znajdowanie przedmiotów, pozwala na wykonywanie zadań. Imiona napotykanych postaci i nazwy zakończonych zadań rejestrowane są w funkcji Memory, służącej jako encyklopedia wydarzeń. Jeśli gracz wykona wszystkie 31 zadań, udostępniany jest dodatkowy scenariusz o nazwie Oppai (jap. おっぱい; „piersi”). Jest to powiązana ze scenariuszem Akane humorystyczna historia niemająca wpływu na ogólną fabułę.
W lewym dolnym rogu ekranu gry przedstawiona jest okrągła tarcza z kołem zębatym, która związana jest z posiadaną przez Kotarou nadprzyrodzoną zdolnością Rewrite. Podczas używania tej umiejętności tarcza obraca się w prawo, a wynik niektórych scen uzależniony jest od tego, jak znaczny będzie to ruch. Przez większość gry tekst wyświetlany jest w oknie w dolnej części ekranu, ale zmienia się to w scenariuszu Terra, w którym tekst nałożony jest na całym ekranie.
W wydanym w 2012 roku spin-offie o nazwie Rewrite Harvest festa! istnieje sześć oddzielnych scenariuszy, po jednym dla każdej bohaterki. Za pośrednictwem ekranu wyboru postaci gracz ma początkowo możliwość gry w scenariusze Kotori, Chihayi i Lucii. Kiedy te trzy scenariusze zostaną ukończone, dostępne stają się ścieżki dla Sizuru i Akane, a po nich – dla Kagari. Po zakończeniu scenariusza Kagari odblokowana zostaje fabularna minigra typu dungeon crawl o nazwie Rewrite Quest (jap. リライトクエスト Riraito Kuesuto).

## Aktorzy głosowi
| - Masakazu Morita – Kotarou Tennouji - Chiwa Saitō – Kotori Kanbe - Saya Shinomiya – Chihaya Ohtori - Eri Kitamura – Akane Senri - Keiko Suzuki – Sizuru Nakatsu - Risa Asaki – Lucia Konohana |  | - Kana Hanazawa – Kagari - Katsuyuki Konishi – Sakuya Ohtori - Jun’ichi Yanagida – Haruhiko Yoshino - Ryōko Tanaka – Touka Nishikujou - Hiroki Tōchi – Sougen Esaka - Sōichirō Hoshi – Midow |

## Produkcja
Rewrite jest dziewiątą grą stworzoną przez studio Key i pierwszą opracowaną w formacie obrazu 16:9. Jest to również pierwsza gra Key, która powstała na opracowanym przez Visual Arts silniku gry Siglus. Planowaniu projektu przewodniczyła Itaru Hinoue, będąca także dyrektorką artystyczną i projektantką postaci. Hinoue opracowała wstępną koncepcję gry w 2005 roku, kiedy Key pracowało nad swoją piątą grą, Tomoyo After: It's a Wonderful Life. Miała wtedy więcej wolnego czasu, ponieważ jedynie pomagała Fumio w projektowaniu postaci. Hinoue napisała propozycję z podstawowymi założeniami Rewrite i przekazała ją Takahiro Babie, prezesowi Visual Arts.
Po zaakceptowaniu projektu, w wyborze scenarzystów, którzy mieliby pracować nad Rewrite, pomagał Hinoue pisarz Jun Maeda, autor scenariuszy do wielu wcześniejszych produkcji studia Key, takich jak Kanon, Clannad i Little Busters!. Pierwszym pisarzem, któremu zaproponowano pracę w projekcie, był Romeo Tanaka, twórca fabuły do powieści wizualnej Cross Channel, wydanej w 2003 roku przez firmę Flying Shine. Ze względu na rezygnację Maedy z funkcji głównego scenarzysty gier studia Key, to właśnie Tanaka otrzymał zadanie napisania ogólnej historii Rewrite.

Zdaniem prezesa [Visual Arts], jeśli coś w rodzaju trucizny zostałoby wstrzyknięte do Rewrite, doszłoby do ciekawej reakcji chemicznej. Scenariusze Romeo są bardzo logiczne, a Key może skupić się na moe, jednak brakowało tu czegoś „budzącego grozę”. Dlatego miał on przeczucie, że jeżeli zmiesza się to wszystko z gustem Ryukishiego, z pewnością powstanie coś głębokiego i ciekawego.

W tym czasie jedynym dodatkowym scenarzystą w projekcie był Yūto Tonokawa, który wcześniej pracował nad szóstą grą Key, Little Busters!. Kiedy Tanaka rozpoczął opracowywanie struktury scenariusza, Takahiro Baba zasugerował, że do historii należałoby dodać jeszcze jedną ścieżkę fabularną. Zwiększenie do sześciu liczby bohaterek występujących w grze wymagało jednak zatrudnienia kolejnego pisarza. Został nim Ryukishi07 z grupy 07th Expansion, twórca serii gier kryminalnych Higurashi no naku koro ni i Umineko no naku koro ni, który rozpoczął pracę po tym, jak Baba zaproponował pod koniec 2007 roku, aby Key zaprosiło go do zespołu tworzącego Rewrite. Ostatecznie Tanaka napisał historię prowadzącą do ścieżek bohaterek, scenariusze Kotori, Akane, Moon i Terra, a także dodatkową ścieżkę Oppai. Tonokawa napisał scenariusze Chihayi i Sizuru, a Ryukishi07 historię Lucii. Tanaka chciał początkowo, aby ilość tekstu w Rewrite była zbliżona do drugiej gry Key, Air, ale w miarę postępu prac okazało się to niemożliwe i później starał się utrzymać ją blisko rozmiaru Little Busters!.
Rewrite było pierwszą od czasu Clannad grą Key, w której Itaru Hinoue została jedyną dyrektorką artystyczną i projektantką postaci. Mundurki dla bohaterek zostały opracowane na bazie starych projektów, jakie Hinoue sporządziła wcześniej i wykorzystywała w dōjinshi (samo-opublikowanych pracach). Nad Rewrite pracowało jeszcze sześciu innych grafików: grafiki tła zostały stworzone przez Torino, Ryō Shigawa zaprojektował i zilustrował potwory, a grafiki komputerowe (CG) wykonali Na-Ga, Shinory, Mochisuke i Minimo Tayama. Ścieżka dźwiękowa gry została wykonana przez głównych kompozytorów Key, Juna Maedę i Shinjiego Orito, a także Maiko Iuchi z I’ve Sound, Sōshiego Hosoiego i Ryō Mizutsuki. Maeda był także odpowiedzialny za kontrolę jakości.

### Marketing i wydanie gry
Produkcja gry Rewrite została ujawniona 1 kwietnia 2008 roku, co wywołało spekulacje, czy jest to primaaprilisowy żart, czy rzeczywista zapowiedź nowej gry Key. Następnego dnia na blogu studia potwierdzono, że prace nad grą już się rozpoczęły. 1 kwietnia 2010 roku na oficjalnej stronie internetowej Rewrite pojawiła się informacja, że miałaby to być gra dla dorosłych, ale następnego dnia oświadczono, że był to primaaprilisowy żart. W lutym 2011 roku studio poinformowało, że wersja dla dorosłych gry z pewnością nie zostanie wyprodukowana. 1 kwietnia 2011 roku Key opublikowało filmik anime wraz z utworem „Rewrite” wykonanym przez zespół Psychic Lover. Wideo przedstawiające postacie z gry stworzyło studio White Fox, a wyreżyserował je Motoki Tanaka. Ponownie wywołało to spekulacje, ale Key potwierdziło następnego dnia, że filmik i piosenka zostaną wykorzystane w Rewrite jako druga czołówka.
Key było gospodarzem imprezy promocyjnej o nazwie Rewrite Fes., która odbyła się 8 maja 2011 roku w Akihabarze. Prezentowano podczas niej ilustracje bohaterów Rewrite stworzone przez Hinoue i innych artystów, które były pierwotnie zamieszczone na oficjalnej stronie gry. Podczas imprezy odbyły się występy zespołów NanosizeMir i Psychic Lover, a także dyskusje z twórcami Rewrite oraz aktorami głosowymi, użyczającymi swoich głosów bohaterom gry. Spośród twórców Tonokawa i Ryukishi07 omawiali scenariusz, a Orito i Hoshi mówili o muzyce w grze. Orito wystąpił również z gitarą elektryczną ozdobioną wizerunkami bohaterów i logiem gry. Gitara ta została w lipcu 2011 roku sprzedana na Yahoo! Auctions za 405 000 jenów.
Pierwsza wersja demonstracyjna Rewrite była dołączona do limitowanej wersji gry Kud Wafter, wydanej 25 czerwca 2010 roku. Rozszerzona wersja dema została opublikowana na oficjalnej stronie produkcji 26 marca 2011 roku. Darmowy program do przetestowania wydajności komputera o nazwie Chihaya Rolling został udostępniony do pobrania 20 sierpnia 2010 roku na oficjalnej stronie internetowej Key. Program ten, zawierający również wcześniej wydane demo, przedstawiał staczającą się ze wzgórza i uderzającą o głazy Chihayę oraz psa Kotori, Chibi-Motha. Celem programu było sprawdzenie, czy dany komputer z systemem Windows pozwoli na swobodną grę w Rewrite lub inne gry korzystające z silnika Siglus. Pomiędzy 21 kwietnia a 9 maja 2011 roku Visual Arts przyjmowało zamówienia na laptopy „Rewrite Note PC” w dwóch wersjach: podstawowej i wydajniejszej AKN. Wersja AKN posiadała jeden losowy autograf od Hinoue, Orito lub Tonokawy, choć Visual Arts sprzedawało tę wersję również bez autografu. Rozszerzona wersja zawierała również 16 tapet z grafikami z Rewrite, podczas gdy w wersji podstawowej było ich dziewięć. Laptopy posiadały pięć systemowych schematów dźwiękowych, ze zdaniami wypowiadanymi przez aktorki głosowe bohaterek gry: Kotori, Chihayi, Akane, Sizuru i Lucii.
Wydanie Rewrite było początkowo planowane na 28 kwietnia 2011 roku. Data ta została później zmieniona i premiera wersji limitowanej odbyła się 24 czerwca 2011 roku na komputery z systemem Windows. Edycja limitowana zawierała oficjalny przewodnik do gry o nazwie Rewrite of the Life, remix album zatytułowany Soil, płytę CD zawierającą nagrania z radia internetowego Radio Rewrite, trzy oryginalne karty z gry karcianej Weiß Schwarz, oryginalną kartę z Lycèe Trading Card Game, trzy dodatkowe okładki do DVD oraz pasek do telefonów komórkowych. Ponad dwadzieścia sklepów w Akihabarze oraz sklepy internetowe oferowały specjalne przedmioty promocyjne, jeżeli edycja limitowana została zakupiona w ich sklepie. Podstawowa edycja gry została wydana 30 września 2011 roku.

### Wersje na konsole
Firma Prototype ogłosiła 29 czerwca 2013 roku, że zamierza wydać ją na przenośne konsole PlayStation Portable i PlayStation Vita. Podczas Tokyo Game Show w 2013 roku zaprezentowano wersję demonstracyjną portu na pierwszą z nich. W odróżnieniu od wersji na Windows, w wersjach konsolowych wszystkie z ponad 500 postaci drugoplanowych występujących w grze mają podłożone głosy. Użyczyli im ich tacy aktorzy głosowi jak Rei Sakuma, Hikaru Midorikawa, Kikuko Inoue i Kenji Nojima. Na życzenie fanów Rewrite dodany został również sprite postaci dla Inoue, redaktorki szkolnej gazetki, która w oryginalnej grze nie została przedstawiona na żadnej grafice. Porty wzbogacono także o funkcję wykonywania zrzutów ekranu. Wersje gry dla obu konsol pojawiły się w sprzedaży w 2014 roku: 17 kwietnia wydano ją na PlayStation Portable, a 28 sierpnia na PlayStation Vita. Organizacja CERO przydzieliła im kategorię wiekową „C” („od lat 15”). Osoby, które zamówiły grę w przedsprzedaży, otrzymywały dodatkowo płytę CD ze słuchowiskiem Chiisana shiawase o motomete (jap. 小さな幸せを求めて), opowiadającym historię pochodzącą z książki Official Another Story Rewrite. Wersja na platformę PlayStation 3 została wydana 11 lutego 2015 roku.

### Rewrite+
29 lipca 2016 roku wydana została zaktualizowana wersja gry na systemy Windows zatytułowana Rewrite+. Oryginalny scenariusz został poprawiony przez Romeo Tanakę, dodane zostały nowe grafiki CG oraz nagrane kwestie dialogowe dla wszystkich spośród ponad 500 postaci. Do gry dołączony jest spin-off Rewrite Harvest festa!, album z remiksami Selene, płyta CD z nagraniami radia internetowego Radio Rewrite oraz oryginalna karta z gry karcianej Weiß Schwarz. Nowa wersja gry została wydana w Japonii także na konsole PlayStation 4 23 marca 2017 roku przez firmę Prototype.
W 2017 roku amerykańska firma wydawnicza Sekai Project ogłosiła, że zamierza wydać Rewrite+ w angielskiej wersji językowej. W 2019 roku zorganizowała w tym celu kampanię crowdfundingową na platformie Kickstarter. Cyfrowe wydanie Rewrite+ ukazało się 17 grudnia 2021 roku na platformie Steam.

## Spin-offy

### Rewrite Harvest festa!
W wywiadach przed premierą Rewrite Yūto Tonokawa wyraził zainteresowanie kontynuacją historii, jeżeli gra zostanie dobrze przyjęta. Wkrótce po wydaniu produkcji pisarz złożył Takahiro Babie wniosek o wyrażenie zgody na produkcję spin-offu. Gra Rewrite Harvest festa! została wyprodukowana przez ten sam zespół, który tworzył Rewrite i wydana 27 lipca 2012 roku na komputery z systemem Windows. Sprzedawana była razem ze ścieżką dźwiękową Feast, płytą CD zawierającą nagrania Radio Rewrite, oryginalną broszurą, dwoma paskami do telefonów oraz po jednej karcie promocyjnej z gier karcianych Weiß Schwarz, Lycèe i Phantasmagoria.
Produkcja składa się ze scenariuszy, które rozszerzają fabułę Rewrite, skupiając się na odbywających się w Kazamatsuri dożynkach oraz udostępnia wiele minigier pojawiających się w trakcie rozgrywki. Rozmiar scenariusza w Harvest festa! jest porównywalny do Tomoyo After. Ze względu na prośby fanów, w grze pojawiła się grafika z wizerunkiem Inoue, drugoplanowej bohaterki, której wygląd nie został nigdy ujawniony w oryginalnej produkcji. W przeciwieństwie do Rewrite, w spin-offie wszystkie linie dialogowe Kotarou posiadają głos. Wraz z grą udostępniono również pięć systemowych schematów dźwiękowych, które znajdowały się w laptopach z Rewrite, a także dodatkowy schemat z dialogami Kagari w wykonaniu Kany Hanazawy.
Aby rozreklamować Harvest festa! firma Good Smile Racing przerobiła Daihatsu Hijet Cargo z 2008 roku na samochód typu itasha ozdobiony obrazami z gry, a następnie podróżowała nim po całej Japonii od 30 maja do 26 lipca 2012 roku. Samochód ten został 3 września 2012 roku wystawiony na aukcji w japońskim serwisie Yahoo! Auction i sprzedany za 1 806 000 jenów. Podobnie jak przy poprzedniej grze, Key było gospodarzem imprezy promocyjnej o nazwie Rewrite Harvest festa! Fes., która miała miejsce 10 czerwca 2012 roku w Akihabarze. Odbyły się podczas niej występy zespołu NanosizeMir i Aoi Tady, a także dyskusje ze współtwórcami produkcji – Tonokawą i Oritą oraz z aktorami głosowymi, użyczającymi głosu postaciom w grze.

### Gry mobilne
We wrześniu 2013 roku na urządzania z systemem iOS i Android wydana została wyprodukowana przez firmę Index Corporation gra Key Collection. Gracze wykonywali w niej misje w formie minigier, za które otrzymywali karty kolekcjonerskie przedstawiające postacie z Rewrite i innych powieści wizualnych studia Key.
Kolejną produkcją na urządzenia mobilne była wydana 6 lutego 2017 roku gra fabularna Rewrite IgnisMemoria, wyprodukowana przez należące do Visual Arts studio Team Aeca. Gra zawierała ponad 50 nowych historii związanych z głównymi bohaterkami oryginalnej gry, a także postaciami drugoplanowymi – Sakuyą Ohtori, Touką Nishikujou, Inoue i Shimako. Podczas specjalnych wydarzeń oraz poprzez losowanie (gacha), gracz zdobywał karty z bohaterami gry i przypisanymi im różnymi zdolnościami. Służyły one do tworzenia 3-osobowych drużyn, które gracz wystawiał do rozgrywanych automatycznie walk z potworami i ludźmi. Gra oferowała także możliwość wytwarzania przedmiotów oraz mebli do samodzielnego dekorowania klubu badań okultystycznych. Motywem przewodnim produkcji była piosenka „Ignis Memory” śpiewana przez Maon Kurosaki. Możliwość gry w Rewrite IgnisMemoria została zakończona 31 grudnia 2017 roku. Podczas 93. Comiket, w grudniu 2017 roku, Visual Arts sprzedawało album Rewrite IgnisMemoria Graphic Record zawierający ilustracje z gry, a rok później, podczas 95. Comiket, sprzedany był scenariusz gry – Rewrite IgnisMemoria Story Record.

## Muzyka
W Rewrite znajduje się siedem piosenek przewodnich: dwa motywy otwierające i pięć kończących. Pierwszym motywem otwierającym jest „Philosophyz” w wykonaniu Runy Mizutani z grupy muzycznej dōjin NanosizeMir. Drugą piosenką otwierającą jest „Rewrite” zespołu Psychic Lover. Pierwszym motywem kończącym jest „Yami no kanata e” (jap. 闇の彼方へ) grupy NanosizeMir, który został wykorzystany w scenariuszach Kotori, Chihayi i Lucii. Kolejne dwie piosenki kończące to „Koibumi” (jap. 恋文) i „Itsuwaranai kimi e” (jap. 偽らない君へ), śpiewane przez Nagi Yanagi. „Koibumi” używany jest w scenariuszu Sizuru, a „Itsuwaranai kimi e” w scenariuszu Akane. Utwór „Itsuwaranai kimi e” został także użyty w scenariuszu Lucii. Ostatnie dwa motywy kończące to „Watari no uta” (jap. 渡りの詩), umieszczony w scenariuszu Moon, a także „Canoe” używany w scenariuszu Terra, oba śpiewane przez Aoi Tadę.
W Rewrite Harvest festa! motywem otwierającym jest „Harvest” Aoi Tady, a kończącym – „Sasayaka na hajimari” (jap. ささやかなはじまり) grupy NanosizeMir. „Philosophyz”, „Itsuwaranai kimi e” i „Watari no uta” również pojawiają się w trakcie rozgrywki. Ośmiu głównych bohaterów Rewrite ma własne motywy przewodnie w muzyce tła: sześć bohaterek, Haruhiko Yoshino i Sakuya Ohtori. Dla Kagari motywem jest „Hinagiku” (jap. ヒナギク), dla Kotori – „Nirinsō” (jap. ニリンソウ), dla Chihayi – „Asagao” (jap. アサガオ), dla Akane – „Ansuriumu” (jap. アンスリウム), dla Sizuru – „Kānēshon” (jap. カーネーション), dla Lucii – „Sanburaito” (jap. サンブライト), dla Yoshino – „DIS is a Pain”, a dla Sakuyi – „Sanka” (jap. 散花).
Singel „Philosophyz” został wydany 28 stycznia 2011 roku. Zawierał on utwory „Philosophyz” i „Yami no kanata e” w wersjach oryginalnej, skróconej i instrumentalnej. Singel „Rewrite” ukazał się 27 maja 2011 roku wraz z limitowaną edycją gry. Album zatytułowany Soil pojawił się w sprzedaży 24 czerwca 2011 roku i zawierał zaaranżowane wersje dziesięciu utworów muzycznych z gry. Ścieżka dźwiękowa Rewrite, zawierająca 63 utwory, została wydana 12 sierpnia 2011 roku podczas konwentu 80. Comiket, a jej ogólna sprzedaż rozpoczęła się 28 października 2011 roku. Wydanie remix albumu Branch miało miejsce 29 grudnia 2011 roku podczas 81. Comiket. Ścieżka dźwiękowa gry Rewrite Harvest festa!, Feast, została wydana razem z grą 27 lipca 2012 roku.
Remix album o nazwie Dye Mixture zawierający utwory z Rewrite i Harvest festa! ukazał się 29 grudnia 2012 roku podczas 83. Comiket. Kolejny remix album zatytułowany Crann Mór z utworami z gry został wydany 29 grudnia 2015 roku podczas 89. Comiket. 27 lipca ukazał się singel Runy Mizutani o nazwie „Philosophyz / Sasayaka na hajimari” z piosenkę otwierającą oraz kończącą adaptację anime w pełnych, telewizyjnych i instrumentalnych wersjach, a dni później wydany został wraz z grą Rewrite+ piąty remix album Selene z utworami z Rewrite i Harvest festa!. 21 września 2016 roku ukazały się dwa single związane z adaptacją anime: „End of the World / Hetakuso na uta” Anri Kumaki i „Word of Dawn / Okiraku kyūsai” Aoi Tady. Wszystkie single i albumy wydała własna wytwórnia muzyczna studia Key – Key Sounds Label.

## Adaptacje

### Mangi i książki
Ilustrowana przez Sakanę Tōjō manga zatytułowana Rewrite: Side-B była publikowana od października 2010 roku przez wydawnictwo ASCII Media Works. Początkowo drukowano ją w czasopiśmie „Dengeki G’s Magazine”, jednak w czerwcu 2014 roku została przeniesiona do nowego miesięcznika „Dengeki G’s Comic”, w którym publikowano ją do lipca 2015 roku. Między 27 kwietnia 2011 roku a 27 lipca 2015 roku wydano 8 tomów tankōbon Side-B. Shūichi Kawakami ilustrował drugą mangę zatytułowaną Rewrite: Side-R, której publikacja rozpoczęła się w kwietniu 2011 roku w wydawanym przez to samo wydawnictwo czasopiśmie „Dengeki Daioh” i zakończyła we wrześniu 2013 roku. Pierwszy tom Side-R został wydany 27 czerwca 2011 roku, a piąty 26 października 2013 roku. Autorzy zalecają czytanie obu tych komiksów jednocześnie. Czterokadrowa manga ilustrowana przez Miyurę Yano i zatytułowana Rewrite: Okaken e yōkoso!! (jap. Rewrite オカ研へようこそ!!) była publikowana w wydawanym przez wydawnictwo Ichijinsha czasopiśmie „Manga 4-koma Palette” od czerwca 2011 roku do kwietnia 2014 roku. Jej pierwszy tom został wydany 21 lipca 2012 roku, a drugi 22 sierpnia 2014 roku. Czwarta manga ilustrowana przez Yayoi Hazuki i zatytułowana Rewrite: Okaken Blog (jap. Rewrite ～OKA☆KEN ぶろぐ～) była publikowana od 20 do 29 woluminu wydawanego przez ASCII Media Works magazynu „Dengeki G’s Festival! Comic”, które były sprzedawane od 26 października 2011 roku do 26 kwietnia 2013 roku. Wydano również dwa tomy Okaken Blog: pierwszy 27 lipca 2012 roku, a drugi 27 lipca 2013 roku. Piąta manga, ilustrowana przez Zena i zatytułowana Rewrite: Side-Terra, jest od listopada 2016 roku publikowana w miesięczniku „Dengeki G’s Comic”. Pierwszy tom Side-Terra został wydany 27 września 2016 roku.
Powstało również kilka antologii mang wyprodukowanych przez różne firmy i rysowanych przez wielu różnych artystów. Antologia Earth Star Comics Rewrite została wydana we wrześniu 2011 roku przez wydawnictwo Taibundo i zilustrowana przez Zena. Trzy tomy serii antologii wydawnictwa Ichijinsha opublikowano pod tytułem Rewrite Comic Anthology między wrześniem 2011 roku a październikiem 2016 roku. Wydawnictwo Enterbrain wydało dwa tomy z kolekcją czterokadrowych mang pod tytułem Magi-Cu 4-koma Rewrite między grudniem 2011 roku a marcem 2012 roku. Antologia zatytułowana Rewrite comic à la carte: Okaken katsudō hōkokusho (jap. Rewrite　コミックアラカルト オカ研活動報告書) pojawiła się w wydawanym przez wydawnictwo Kadokawa Shoten magazynie „Comp Ace” i jej pojedynczy tom został wydany w październiku 2011 roku.
Seria siedmiu opowiadań zatytułowanych Official Another Story Rewrite: Ha yure sasayaku shōkei de (jap. Official Another Story Rewrite ～葉揺れささやく小径で～), stworzona przez autorów scenariusza Rewrite i zilustrowana przez Zena, była publikowana między wrześniem 2011 roku a marcem 2012 roku w czasopiśmie „Dengeki G’s Magazine”. Opowieści te zostały zebrane w jednym tomie wydanym 27 lipca 2012 roku. Trzy tomy ze zbiorem krótkich opowiadań kilku autorów zatytułowanym Rewrite SSS zostały opublikowane przez wydawnictwo Harvest w okresie od października 2011 roku do stycznia 2012 roku. Cztery tomy antologii light novel o nazwie Rewrite Novel Anthology były wydawane przez wydawnictwo Paradigm pod własnym imprintem VA Bunko od listopada 2011 roku do lutego 2012 roku. 224-stronicowy artbook zatytułowany Rewrite Perfect Visual Book (jap. Rewrite パーフェクトビジュアルブック) został wydany 30 listopada 2011 roku przez ASCII Media Works. Zawiera on streszczenia scenariuszy gry, informacje o występujących w niej postaciach, wywiady z twórcami i ilustracje prezentujące grafiki z produkcji.

### Radio internetowe
Między 27 maja 2011 roku a 28 września 2012 roku powstało 70 odcinków audycji w radiu internetowym o nazwie Radio Rewrite: Gekkan Tera Kazamatsuri gakuin shikyoku (jap. ラジオRewrite 月刊テラ・風祭学院支局). Audycje transmitowane były w każdy piątek, a wyprodukowały je japońskie internetowe stacje radiowe Hibiki i Onsen. Prowadzącymi byli Masakazu Morita i Chiwa Saitō, którzy użyczyli w grze głosów Kotarou Tennoujiemu i Kotori Kanbe. Siedem płyt CD zawierających wszystkie 70 odcinków zostało wydanych między 30 września 2011 roku a 28 sierpnia 2013 roku.

### Anime
Studio 8-Bit wyprodukowało 24-odcinkowy telewizyjny serial anime, który wyreżyserował Tensho, a scenariusz napisali Romeo Tanaka i Kai. Pierwsze 13 odcinków zostało wyemitowane między 2 lipca a 24 września 2016 roku i przedstawiło historię 6. ścieżki, która nie była obecna w oryginalnej grze. 14 stycznia 2017 roku rozpoczęła się emisja kolejnych 11 odcinków, które obejmowały ścieżki Moon i Terra z powieści wizualnej. Firma Aniplex wydała anime w 13 częściach na płytach DVD oraz Blu-ray między 28 września 2016 a 27 września 2017 roku. Do czwartej części dołączona została gra komputerowa na systemy Windows, do której scenariusz napisał Ryukishi07.

## Sprzedaż i odbiór
W 2011 roku Rewrite pięciokrotnie znalazło się w pierwszej dziesiątce gier na komputery osobiste z największą liczbą przedpremierowych zamówień w Japonii. Gra była na 9. miejscu w styczniu, na 4. w lutym, na 3. w marcu i dwukrotnie na 1. w kwietniu i maju. Rewrite było najlepiej sprzedającą się w Japonii grą na komputery osobiste w czerwcu 2011 roku, pozostając w tym rankingu również w kolejnych miesiącach – znalazło się na 14. pozycji w lipcu i 29. w sierpniu. Według informacji o sprzedaży opublikowanej przez portal Gamasutra, na podstawie danych z japońskiego oddziału sklepu Amazon, Rewrite w dniu wydania było najlepiej sprzedającą się w Japonii grą na komputery osobiste. W miesiącu swojego wydania produkcja była również najlepiej sprzedającą się grą w internetowym sklepie Getchu.com i zajęła 30. miejsce w lipcu. Rewrite znalazło się na 8. pozycji wśród najczęściej kupowanych gier w pierwszym półroczu 2011 roku i na 11. pozycji w rankingu rocznym. W 2012 roku Rewrite Harvest festa! trzykrotnie znalazło się w pierwszej dziesiątce gier na komputery osobiste z największą liczbą przedpremierowych zamówień w Japonii. Gra była na 6. miejscu w kwietniu, 3. w maju i 1. w czerwcu. Spin-off Rewrite był najlepiej sprzedającą się w Japonii grą na komputery z systemem Windows w lipcu 2012 roku.
W dniu premiery dwa sklepy z grami komputerowymi w Akihabarze zostały otwarte dwie godziny przed standardowym czasem w celu zwiększonej sprzedaży gry. Przed głównym sklepem sieci Gamers zgromadziła się kolejka około 200 osób. Sklep Sofmap Amusement przeznaczył dwa piętra w siedmiopiętrowym budynku do sprzedaży Rewrite: piąte piętro zostało wykorzystane do ogólnej sprzedaży gry, a ósme było dostępne wyłącznie dla osób, które wcześniej zamówiły swoją kopię.
Recenzenci japońskiego magazynu „Famitsū” wystawili wydanej w 2014 roku wersji Rewrite na konsolę PlayStation Portable oceny 7, 8, 8 i 7, co dało łączną notę 30 na 40 możliwych punktów. Pomimo że gra zawiera bardzo dużą ilość tekstu, fabuła została określona jako wciągająca. Jeden z oceniających stwierdził, że poszczególne ścieżki bohaterek nie współgrają ze sobą, jednak pozytywnie ocenił różne podejścia twórców do scenariuszy. Recenzenci pochwali również oprawę audiowizualną. Według szacunków tego magazynu w tygodniu swojego wydania liczba sprzedanych egzemplarzy gry na platformę PlayStation Portable wyniosła 3136, a na PlayStation Vita – 4246.